# Eirenis persicus
Eirenis persicus là một loài rắn trong họ Rắn nước. Loài này được Anderson mô tả khoa học đầu tiên năm 1872.